# Reggae Sunsplash
Le Reggae Sunsplash est un festival se déroulant en Jamaïque depuis 1978, près de Kingston et qui accueille des artistes de reggae.
En 1979, Bob Marley, Peter Tosh, Third World et Burning Spear y jouent. Ce festival a disparu après l'été 1999 pour réapparaître en 2006, il aura lieu dans la paroisse de Saint Ann, avec notamment la présence des chanteurs Bounty Killer, Luciano, Vybz Kartel, Gregory Isaacs et Elephant Man.

## Film
- Sunsplash (film), film documentaire et musical (live) de Stephan Paul, 1979.